# Lydisk skala
En lydisk skala är en kyrkotonart eller modal skala, som bland annat används vid jazzimprovisation. Det är den fjärde inversionen av durskalan (d.v.s. den startar från den fjärde tonen i skalan, och får därav andra intervall). Det enda som skiljer en lydisk skala från en ren durskala (jonisk skala), är den överstigande kvarten istället för den rena kvarten, vilken ger skalan en drömsk atmosfär. Gitarrister som Steve Vai och Joe Satriani har använt sig flitigt av den, men även låtar som "Man on the Moon" med R.E.M. är lydisk i sin karaktär.
En lydisk skala har följande intervallformel (om man jämför med motsvarande durskala):
1, 2, 3, #4, 5, 6, 7.